# 新津城
新津城（にいつじょう）は、新潟県新潟市秋葉区（旧新津市）にあった日本の城。

## 歴史
築城年ははっきりしない。新津氏の祀神である堀出神社の祭礼の起源の伝えでは天正元年（1573年）に14代当主新津勝資が築城したとされているが、城そのものは山形大学や胎内市などに残る中条文書の中での建武3年（延元元年、1336年）の記述で金津保新津城が出てきている事から、金津保の地頭であった金津氏の信資が1200年代半ばから後半に分家独立し新津姓を名乗った時に築城されたと思われる。なお、勝資は武勇に優れた上杉謙信の重臣の一人であり、この頃は本家の金津氏を上回る勢力となっていたなど、新津氏中興の祖であったため、金津氏由縁の堀出神社を新津に遷座すると共に城の大規模改修をしたと考えられている。
その後、上杉家の会津への転封に勝資も従ったために廃城。また、幕末に24代新津続宗が米沢藩兵として勝資以来初めて新津の土を踏むも長岡で戦死。25代新津続忠が明治15年（1882年）に勝資が会津・米沢に持って行った御神体を堀出神社に返却している。